# Чемпионат Нидерландов по волейболу среди мужчин
Чемпионат Нидерландов по волейболу среди мужчин — ежегодное соревнование мужских волейбольных команд Нидерландов. Проводится с 1948 года.
Соревнования проводятся в 6 дивизионах — Эредивизионе, Топдивизионе, топдивизионах А и В, первых дивизионах А и B. Организатором чемпионатов является Волейбольный союз Нидерландов (Nederlandse Volleyball Bond — NeVoBo).

## Формула соревнований (Эредивизион)
Чемпионат 2024/25 в Эредивизионе проводился в три этапа — два групповых и плей-офф. На 1-й групповой стадии 8 команд играли в два круга. Лучшие две команды напрямую вышли в полуфинал плей-офф. 3-я и 4-я команды — в четвертьфинал, остальные — во 2-ю групповую стадию, где играли в два круга с учётом бонусов за 1-й этап. Два победителя 2-го группового этапа вышли в четвертьфинал.
Серии матчей плей-офф проходили до двух (четвертьфинал и полуфинал) и до трёх (финал) побед одного из соперников..
В чемпионате 2024/25 в Эредивизионе участвовали 8 команд: «Ликургус» (Гронинген), «Орион» (Дутинхем), «Драйсма-Динамо» (Апелдорн), «Прима Донна» (Хёйзен), «Симплекс-ССС» (Барневелд), «Нумидия-Лимакс» (Линне), «Слидрехт Спорт» (Слидрехт), «Зевенхёйзен» (Зевенхёйзен-Муркапелле). Чемпионский титул выиграл «Орион», победивший в финальной серии «Ликургус» 3-0 (3:2, 3:1, 3:2). 3-е место заняла «Драйсма-Динамо».

## Чемпионы
| - 1948 «Амстелвен МВЙ» Амстелвен - 1949 «Роттердам» - 1950 «Роттердам» - 1951 «Роттердам» - 1952 «Роттердам» - 1953 «Роттердам» - 1954 «Роттердам» - 1955 «Роттердам» - 1956 «Роттердам» - 1957 «Роттердам» - 1958 «Роттердам» - 1959 «Апелдорн» - 1960 «Амстелвен МВЙ» Амстелвен - 1961 «Апелдорн» - 1962 «Горредейк» - 1963 «Амстелвен МВЙ» Амстелвен - 1964 «Апелдорн» - 1965 «Блоккер» Ворбург - 1966 «Блоккер» Ворбург - 1967 «Блоккер» Ворбург - 1968 «Блоккер» Ворбург - 1969 «Амстелвен МВЙ» Амстелвен - 1970 «Дельталлойд» Амстелвен - 1971 «Дельталлойд» Амстелвен - 1972 «Дельталлойд» Амстелвен - 1973 «Дельталлойд» Амстелвен - 1974 «Старлифт-Блоккер» Ворбург - 1975 «Старлифт-Гаггенау» Ворбург - 1976 «Старлифт» Ворбург - 1977 «Старлифт» Ворбург - 1978 «Старлифт» Ворбург - 1979 «Старлифт» Ворбург - 1980 «Дельталлойд» Амстелвен - 1981 «Вюгт» - 1982 «Старлифт» Ворбург - 1983 «Старлифт» Ворбург - 1984 «Мартинус» Амстелвен - 1985 «Мартинус» Амстелвен - 1986 «Мартинус» Амстелвен | - 1987 «Мартинус» Амстелвен - 1988 «Мартинус» Амстелвен - 1989 «Дельталлойд» Амстелвен - 1990 «Зевенхёзен» Роттердам - 1991 «Пит Зоммерс/Динамо» Апелдорн - 1992 «Зевенхёйзен» Роттердам - 1993 «Пит Зоммерс/Динамо» Апелдорн - 1994 «Пит Зоммерс/Динамо» Апелдорн - 1995 «Пит Зоммерс/Динамо» Апелдорн - 1996 «Пит Зоммерс/Динамо» Апелдорн - 1997 «Пит Зоммерс/Динамо» Апелдорн - 1998 «Несселанде» Роттердам - 1999 «Пит Зоммерс/Динамо» Апелдорн - 2000 «Вревок» Ниувегейн - 2001 «Пит Зоммерс/Динамо» Апелдорн - 2002 «Дельталлойд» Амстелвен - 2003 «Пит Зоммерс/Динамо» Апелдорн - 2004 «Несселанде» Роттердам - 2005 «Несселанде» Роттердам - 2006 «Несселанде» Роттердам - 2007 «Пит Зоммерс/Динамо» Апелдорн - 2008 «Пит Зоммерс/Динамо» Апелдорн - 2009 «Несселанде» Роттердам - 2010 «Динамо» Апелдорн - 2011 «Ривиум-Несселанде» Роттердам - 2012 «Лангенкель» Дутинхем - 2013 «Ландстеде» Зволле - 2014 «Ландстеде» Зволле - 2015 «Ландстеде» Зволле - 2016 «Ликургус» Гронинген - 2017 «Ликургус» Гронинген - 2018 «Ликургус» Гронинген - 2019 «Орион» Дутинхем - 2020 чемпионат не завершён, итоги не подведены - 2021 «Драйсма-Динамо» Апелдорн - 2022 «Драйсма-Динамо» Апелдорн - 2023 «Драйсма-Динамо» Апелдорн - 2024 «Орион» Дутинхем - 2025 «Орион» Дутинхем |